# 石に泳ぐ魚
『石に泳ぐ魚』（いしにおよぐさかな）は、柳美里の小説第1作。『新潮』1994年9月号初出。同年12月、柳はこの作品のモデルとなった女性により、プライバシー権及び名誉権侵害を理由として損害賠償、出版差止めを求める裁判を起こされる。

## あらすじ
演出家風元が率いる劇団に所属し、新人劇作家として活動する「私」（梁秀香）は、新作の韓国公演の打ち合わせのために、韓国の女優である小原ゆきのと訪韓する。ソウルで、ゆきのの友人で大学で彫刻を学ぶ朴里花を紹介される。
「私」の両親は10年間別居状態にあり、妹の良香は売れない女優の仕事をし、弟の純晶はファミコンの競馬ゲームにのめりこむあまり精神を病み入院を余儀なくされる。父は、もう一度家族一緒に暮らすために一軒家を建てる計画を提案するが実現しない。古びた平屋で雑種犬と生活を共にする「柿の木の男」を拠り所として感じている「私」だが、風元の家に通い、さらに写真家の辻とも関係を持つ。
美術大学の大学院を受験するために里花が日本にやって来る。里花は自分の顔について何も語らない「私」に、言葉にするように詰め寄る。女を連れこんだ風元のもとを去った「私」は辻の子供を妊娠するが、流産する。自分の元から弟、父、風元、辻と一人ひとり去っていくことに寂しさを感じる。
新興宗教に入信した友人を取り戻すため韓国に帰った里花だが、ミイラ取りがミイラになってしまう。里花を説得するために教団の施設を訪れ面会した「私」は、里花が憎しみを介在させることなく触れ合うことができる唯一の存在であったことに気づくが、「柿の木の男」の幻影とともに里花は立ち去っていくのであった。

## 経緯
1994年8月上旬、『新潮』9月号の巻頭に柳美里の小説第1作「石に泳ぐ魚」が一挙掲載される。
『新潮』に発表して1か月ほど経った頃、柳の留守番電話にモデル女性より「至急連絡がほしい」旨のメッセージが残される。折り返し電話をし、話し合いの末に柳より「書き直して欲しいと思う箇所を指摘してくれ」とモデル女性に提案する。モデル女性より挙げられた7、8箇所の訂正箇所を修正し、訂正版をモデル女性に手渡す（この時点では、里花の顔を直截的に描写している唯一の部分である戯曲形式のパートは書き直しの要求を受けていない）。
モデル女性より「訂正版を以ってしても出版を許すことができない」旨の返事があり、10月14日に東京地方裁判所に「出版差し止めの仮処分」が申請される。
審理は4回にわたり、里花の顔に腫瘍があるという設定を廃止し、障害の直接的な描写を削除。また、里花の属性（出身大学、進学先、専門課程、サークル、友人知人、父の職業・経歴）を大幅に変更した。裁判所は、両者の意見を聞き、「原型（『新潮』版）のままでの公表はしない。この小説を公表する場合には、改訂版原稿のとおりの訂正を加えたものとする」という和解案を示し、モデル女性側は、仮処分の申請を取り下げた。
しかし、12月にプライバシー権及び名誉権侵害を理由として損害賠償、出版差し止めを求める訴えを起こす。

## 訴訟と社会への反響
訴訟は最高裁判所で柳側敗訴の判決が言い渡され確定した。
判決の骨子は「『新潮』に掲載された作品は、出版、出版物への掲載、放送、上演、戯曲、映画化等の一切の方法による公表をしてはならない。謝罪広告の掲載、改訂版の出版差し止め請求ほかの請求は棄却」
柳美里によるプライバシー権及び名誉権侵害行為によって、被害者が重大な損害を受けるおそれがあり、かつその回復を事後に図ることが困難になる。被害者は大学院生にすぎず公共的立場にあるものではなく、雑誌掲載小説が単行本として出版されれば被害者の精神的苦痛が倍増され、平穏な日常生活を送ることが困難になる。文学的表現においても他者に害悪をもたらすような表現は慎むべきである旨を、最高裁は判決理由で指摘した。
判決確定から約1か月後に、モデル女性の周辺情報や腫瘍のある顔について直接的に描写した箇所を60箇所以上修正した『石に泳ぐ魚』改訂版を出版。
この一連の騒動は、仮処分の段階から柳に対する非難や擁護や「文学における表現の自由」をめぐっての論議が起き、マスコミ・論壇・文学界から大きな注目を集めた。高井有一、島田雅彦、竹田青嗣、福田和也、清水良典が柳側の陳述書を提出し、車谷長吉、高橋治、加藤典洋らが判決を批判した。
文学的評価としては、「『私』の心の荒廃の背後にあるものは、見通しよく描かれているし、日本生まれで、韓国の陶芸界に革命をと夢見る三世の女友だちへの共感にも、汲みとりにくいところはない。『私』の彷徨の道筋ということだけならば、渋滞や混濁は見当たらないと言ってよい。それなのに、『私』をたえず苛らだたせる不安の正体は、読者の前にはっきり現れてこない。」（菅野昭正、東京新聞夕刊「文芸時評」1994年8月24日）、「このジャンルに初めて挑戦する若い劇作家が、これほどの素朴さで小説への武装解除を受け入れてしまうことにはいささか驚かざるをえない。『自分の顔の中には一匹の魚が棲んでいる』という女陶芸家のさからいがたい誘惑からどう逃れるかが最後に問われているこの比喩的な長編は、小説のイメージに対してあまりに無防備すぎはしまいか。」（蓮實重彦、朝日新聞夕刊「文芸時評」1994年8月29日）といった否定的意見も散見される。
一方原告側は、坂本義和、五十嵐武士、下斗米伸夫ら国際政治学者のグループが支援した。
憲法学においては、この最高裁判決は名誉・プライバシー権と表現の自由をめぐる重要判例の一つとされている。

## 文献

### 石に泳ぐ魚
- 「石に泳ぐ魚」文芸誌『新潮』1994年9月号に掲載
- 改訂版『石に泳ぐ魚』新潮社、2002年10月、ISBN 4104017019
- 同『石に泳ぐ魚』新潮文庫、2005年10月、ISBN 4101229309

### 柳美里の主著
- 「表現のエチカ」初出：『新潮』1995年3月号
『窓のある書店から』角川春樹事務所、1996年12月、ISBN 4894560704
『窓のある書店から』ハルキ文庫、1999年5月 ISBN 4894565285
- 『世界のひびわれと魂の空白を』 新潮社、2001年9月
『「石に泳ぐ魚」裁判をめぐる経緯について答える』初出:『創』1999年9月号
『「朝日新聞」社説と「大江健三郎氏」に問う』初出：『新潮45』1999年8月号
- Webダ・ヴィンチ「柳美里インタビュー」（2002年、改訂版刊行時のインタビュー）
- インタビュー（東京新聞2002年12月4日夕刊）
- 『柳美里不幸全記録』新潮社、2007年11月 ISBN 9784104017096
「交換日記」（『新潮45』2003年1月号 - 7月号）
『交換日記』新潮社、2003年8月（p210-p213, p218-p233, p257-258, p262-p267, p271, p275-p278）

### 新潮社の主著
- 「石に泳ぐ魚」裁判経過報告

### 評論
- 『新日本文学』1995年3月
林浩治「民族を背負うことなく――柳美里『石に泳ぐ魚』の新しさ」
- 鹿砦社編集部編『「表現の自由」とは何か? プライバシーと出版差し止め』鹿砦社、2000年6月、ISBN 4846303837
丸山昇「芥川賞作家・柳美里の処女作『石に泳ぐ魚』浮沈の危機」
- 青弓社編集部編『プライバシーと出版・報道の自由』青弓社、2001年2月、ISBN 4787231812
- 『文學界』文藝春秋、2001年5月
『特集「石に泳ぐ魚」裁判をめぐって』
- 『文芸誌 そして No.12』2001年9月
小嵐九八郎「私小説とモデル小説の間」
宮原昭夫『「あちら側」と「こちら側」』
- 加藤典洋『ポッカリあいた心の穴を少しずつ埋めてゆくんだ』クレイン、2002年5月
- 法学セミナー編集部編「法学セミナー」2003年1月第577号、2002年12月（以下を掲載）
「柳美里『石に泳ぐ魚』最高裁判決をめぐって　判決が投げかけているもの」（座談会: 木村晋介・三田誠広・田島泰彦）
山家篤夫「『石に泳ぐ魚』　公共図書館での掲載雑誌の利用制限をめぐって」
資料: 柳美里訴訟の概要、一審・二審判旨、最高裁判決、引用判例
- 宝島社編『まれに見るバカ女　社民系議員から人権侵害作家、芸なし芸能人まで!』宝島社、2003年1月、ISBN 4796630988
- 『en-taxi No.01』扶桑社、2003年3月、ISBN 4594603246
佐藤卓己「図書館の自由を脅かすもの―『石に泳ぐ魚』マスキング事件から」
清水良典「〈欠落〉に棲むもの―『オリジナル』『改訂版』を読み比べて」
呉善花「〈恨〉を乗り越える日のために」
- 皓星社編『過去への責任と文学　記憶から未来へ』皓星社、2003年8月、ISBN 477440361X
- 石井政之編『文筆生活の現場 ライフワークとしてのノンフィクション』中公新書ラクレ　2004年5月 ISBN 412150139X
- 福田和也「解説」（改訂版『石に泳ぐ魚』新潮文庫、2005年10月 ISBN 4101229309）
- 川村湊編『現代女性作家読本8 柳美里』鼎書房、2007年2月 ISBN 4907846398
清水良典『「生きにくさ」の証としての傷痕』
馬場重行「強烈な〈毒素〉があばく青春の悲痛な姿」
- 中村美帆「小説『石に泳ぐ魚』出版差し止め判決――日本における自由権的文化権保障の現状」（『文化資源学』文化資源学会、2007年）
- 小谷野敦「柳美里裁判とその周辺」（『現代文学論争』筑摩選書、2010年10月 ISBN 978-4480015013）

## 関連人物
最高裁の裁判官及び裁判長
上田豊三（裁判長）
金谷利廣
奥田昌道
濱田邦夫
上記以外
木村晋介 - 原告側弁護士
坂本忠雄 - 『新潮』掲載時の編集長